# Iperpiano
La nozione di iperpiano è nata in geometria come generalizzazione della nozione di piano e successivamente ha avuto una riformulazione nella combinatoria, più precisamente nella teoria delle matroidi.
Si tratta essenzialmente di un sottospazio lineare di dimensione inferiore di uno ({\displaystyle n-1}) rispetto allo spazio in cui è contenuto ({\displaystyle n}). Se lo spazio ha dimensione 3, i suoi iperpiani sono i piani.

## In geometria
Nello spazio tridimensionale euclideo un piano è un insieme di punti che soddisfa un'equazione lineare e separa i punti rimanenti dell'intero spazio in due semispazi. Una nozione corrispondente in uno spazio bidimensionale, come nel piano cartesiano riferito ad un sistema di assi cartesiani ortogonali, è data da quella di linea retta, insieme che soddisfa un'equazione lineare e separa il piano in due semipiani. In uno spazio unidimensionale, cioè in una linea retta, si ha un punto che separa lo spazio in due semirette. Questa situazione si può riscontrare in uno spazio di 4 o più dimensioni e l'insieme lineare che separa i punti rimanenti in due insiemi viene detto iperpiano.
Più formalmente, dato uno spazio (proiettivo, vettoriale, affine) di dimensione finita {\displaystyle n} è detto iperpiano (proiettivo, vettoriale, affine) un sottospazio (proiettivo, vettoriale, affine) di dimensione {\displaystyle n-1}, vale a dire di codimensione {\displaystyle 1}.
Un iperpiano affine in uno spazio vettoriale {\displaystyle n}-dimensionale, può essere descritto da un'equazione lineare non degenere della seguente forma:
{\displaystyle a_{1}x_{1}+a_{2}x_{2}+\ldots +a_{n}x_{n}=b.}
Qui non degenere significa che i coefficienti {\displaystyle a_{1},a_{2},\ldots a_{n},} delle variabili, sono non tutti nulli. Se {\displaystyle b=0}, si ottiene un iperpiano che è un sottospazio vettoriale e passa per l'origine.
I due semispazi chiusi definiti da un iperpiano in uno spazio vettoriale {\displaystyle n}-dimensionale sono:
{\displaystyle a_{1}x_{1}+a_{2}x_{2}+\ldots +a_{n}x_{n}\leq b,}
e
{\displaystyle a_{1}x_{1}+a_{2}x_{2}+\ldots +a_{n}x_{n}\geq b.}

## In teoria delle matroidi
Le matroidi sono entità che si possono definire a partire da numerose nozioni diverse che si rivelano criptomorfe. In una definizione delle matroidi gli iperpiani sono sottoinsiemi di un insieme ambiente caratterizzati assiomaticamente. Nelle definizioni rimanenti gli iperpiani si definiscono costruttivamente a partire dalle entità introdotte mediante assiomi caratteristici: insiemi indipendenti, basi, insiemi dipendenti, circuiti, funzione rango, ecc.

## In fisica
Un piano invariante emerge, ad esempio, ogniqualvolta il momento angolare di un corpuscolo sia conservato, infatti {\displaystyle \langle {\vec {x}}\times {\dot {\vec {x}}},{\vec {x}}\rangle \equiv 0} è l'equazione di un iperpiano.